# اچ‌ام‌اس اکستر (دی۸۹)
اچ‌ام‌اس اکستر (دی۸۹) (به انگلیسی: HMS Exeter (D89)) یک کشتی است که طول آن ۱۲۵ متر (۴۱۰ فوت) می‌باشد. این کشتی در سال ۱۹۷۸ ساخته شد.